# Karadżica (schronisko)
Karadżica (maced. Караџица) – schronisko turystyczne na stokach Mumdżicy, która jest częścią składową górskiego masywu Jakupica, który z kolei zajmuje centralną część Macedonii Północnej.

## Historia
Budowa schroniska została zapoczątkowana w 1952, a uroczyście oddano je do użytku gości w 1954.

## Dostęp
Schronisko Karadżica znajduje się na 1450 m n.p.m. i można do niego dotrzeć w kilka sposobów i z kilku kierunków. Samochodem droga wiedzie z Draczewa przez wsie Dołno Koliczani – Gorno Koliczani – Crwena Woda – Presłap, potem przez osadę weekendową Mała Reka i przez wieś Ałdinci, gdzie po kilku kilometrach dociera się do schroniska. Z Draczewa do schroniska Karadżica jest 38 km drogi samochodowej. Następną opcją dotarcia samochodem terenowym jest ze strony weleskiej, odpowiednio przez wsie w gminie Czaszka – Lisicze – Drenowo – Dołno Jabołcziszte – Gorno Jabołcziszte – schronisko Karadżica.
Opcje dotarcia pieszo do schroniska Karadżica są następujące: Skopsko – Presłap – Kadina Reka – Ałdinci – Karadżica (około 2,30 godzin marszu); wieś Cwetowo – Karadżica (około 3,30 godzin); wieś Patiszka Reka – Sałakowi Exera (jeziora) – Karadżica (8 godzin marszu); wieś Crn Wrw (Czarny Wierch) – Sałakowi Ezera – Karadżica (6 godzin marszu); ze strony weleskiej ze schroniska górskiego Czeples – Sołunska Gława – Karadżica (około 6 godzin marszu).

## Okolica
Po dotarciu do schroniska otwierają się nowe możliwości turystyki i kolarstwa górskiego, jazdy terenowej, myślistwa i wędkarstwa i inne sporty. Możliwości wycieczek z punktem wyjściowym w Karadżicy jest dużo dzięki malowniczej przyrodzie, a najczęściej odwiedzanymi i przy tym najatrakcyjniejszymi są: Kamień Żaba i Kadina Reka (30 minut marszu), szczyt Mumdżicy 1569 m n.p.m. (30 minut marszu), ujście rzeki Sałakowskiej do Kadinej (1 godzina marszu), pomnik ku upamiętnieniu katastrofy rosyjskiego samolotu (1,30 godz.), szczyt Sipiczan 1790 m n.p.pm. (4 godziny). W bezpośredniej okolicy schroniska jest więcej większych rzek i potoków górskich, które są odpowiednie do wędkarstwa. Większymi i bardziej znaczącymi rzekami są Kadina Reka, Sałakowska Reka, Aligajica, Juruczka Reka i Mała Reka. Dobrymi trasami terenowymi i dla kolarstwa górskiego są Karadżica – Sołunska Gława, Karadżica – Gorno Jabołcziszte, Karadżica – Sałakowski Ezera itd.
W pobliżu schroniska górskiego Karadżica znajduje się też kilka stanowisk archeologicznych, „Kale” u ujścia Juruczkiej do Kadinej Reki, stanowisko archeologiczne Ałdinci, jak i koliby wołoskie na Sałakowej Płaninie, Draczeski rid, nad wsią Crn Wrw i inne. Okolica schroniska jest też bogata w różne gatunki owoców lasu, w tym grzyby, herbata, borówki, jeżyny, maliny. W okresie od niepodległości Macedonii do dziś zmieniło się wiele towarzystw górskich, które utrzymywały schronisko: Prazni Torba, Josip Frangowski-Ochis, Korab-Skopje.
Jest kilka tradycyjnych marszów przechodzących przez schronisko, jak marsz Bogomiła – Czeples – Sołunska Gława – schronisko Karadżica – Mali Manastir – Wodno – Skopje, organizowany przez Towarzystwo Górskie Bistra ze Skopja, marsz na cześć Josifa Iłkowskiego (gospodarz schroniska na Kitce) o trasie Bogomiła – Czeples – Sołunska Gława – Karadżica – Kitka – Draczewo, organizowany przez Towarzystwo Górskie Transwerzalec ze Skopja, tradycyjne wejście na szczyt Ubawa (2344 m) i Sałakowi Ezera (2180 m), organizowany przez Towarzystwo Górskie Draczewo i inne.

## Opis
Schroniskiem dzisiaj zarządza sportowe towarzystwo górskie Draczewo ze Skopja. Po przejęciu obiektu wyremontowano pokoje, główny salon, okna i drzwi, uruchomiono dwie kabiny prysznicowe, kuchnię jak i ogród na zewnątrz. Schronisko ma 15 pokojów z 65 łóżkami. Do dyspozycji gości jest wyposażona kuchnia, kabiny prysznicowe, pościel, tv, bufet o pojemności 40 miejsc siedzących. Schronisko jest otwarte cały rok.